# IC 3931
IC 3931 је елиптична галаксија у сазвјежђу Береникина коса која се налази на листи објеката дубоког неба у Индекс каталогу.
Деклинација објекта је + 19° 37' 2" а ректасцензија 12h 57m 57,2s. Привидна величина (магнитуда) објекта IC 3931 износи 14,8 а фотографска магнитуда 15,8. IC 3931 је још познат и под ознакама Reiz 3070.